# Dominic Welsh
James Anthony Dominic Welsh (connu professionnellement sous le nom de DJA Welsh), né le 29 août 1938, et mort le 30 novembre 2023, est un mathématicien britannique et professeur émérite de l'Institut mathématique de l'Université d'Oxford. Il est un expert de la théorie des matroïdes  de la complexité computationnelle des problèmes d'énumération combinatoire, de la Théorie de la percolation et de la Cryptographie.

## Biographie
Welsh obtient son doctorat en philosophie à l'Université d'Oxford sous la direction de John Hammersley. Après avoir travaillé comme chercheur aux Laboratoires Bell, il rejoint le Mathematical Institute en 1963 et devient membre du Merton College d'Oxford en 1966. Il préside le British Combinatorial Committee de 1983 à 1987. Welsh reçoit un siège à titre personnel en 1992 et prend sa retraite en 2005 . Il a encadré 28 doctorants .
Welsh reçoit un doctorat honorifique de l'Université de Waterloo en 2006 .En 2007, Oxford University Press publie Combinatorics, Complexity, and Chance: A Tribute to Dominic Welsh, un volume édité d'articles de recherche consacrés à Welsch. L'estimation Russo-Seymour-Welsh dans la théorie de la percolation porte en partie le nom de Welsh.

## Livres
- Matroid Theory (LMS Monographs, vol. 8, Academic Press, 1976, lien Math Reviews, reprinted by Dover Publications, 2010,  (ISBN 978-0486474397))
- Probability: An Introduction (with Geoffrey Grimmett, Oxford University Press, 1986,  (ISBN 0-19-853264-4), lien Math Reviews)
- Codes and Cryptography (Oxford University Press, 1988,  (ISBN 978-0198532873), lien Math Reviews)
- Complexity: Knots, Colourings and Counting (LMS Lecture Notes, vol. 186, Oxford University Press, 1993,  (ISBN 0-521-45740-8), lien Math Reviews)
- Complexity and Cryptography: An Introduction (with John Talbot, Cambridge University Press, 2006, lien Math Reviews)[5]